# トーマス・チャールズ・ファラー
トーマス・チャールズ・ファラー（Thomas Charles Farrer、1838年12月16日 - 1891年6月16日）は、イギリス生まれの画家である。風景画などを描いた。「ラファエル前派」の画家たちからも影響を受けた。1858年から1869年の間はアメリカ合衆国で画家、美術教師として働いた。

## 略歴
ロンドンで生まれた。弟のヘンリー・ファラー（Henry Farrer: 1844-1903）も画家、版画家になった。ラファエル前派と関連の強い美術評論家のジョン・ラスキンやダンテ・ゲイブリエル・ロセッティに学んだ。1858年にアメリカ合衆国に移り、ニューヨークで活動し、画家、美術教師として成功した。弟のヘンリー・ファラーも1863年にアメリカに移住した。ニューヨークの学校、クーパー・ユニオンで教授を務め、フランシス・ラスロップ（Francis Lathrop: 1849-1909）らを教えた。アメリカ水彩画協会（American Watercolor Society）の会員になり、有名な水彩画家,J・M・W・ターナー（1775-1851）の作品の模写もした。
1860年代にニューヨークでフィデリア・ブリッジスやクラレンス・キング、ヘンリー・ロデリック・ニューマン、ウィリアム・トロスト・リチャーズといったメンバーと設立したラファエル前派のスタイルに影響を受けたアメリカ人芸術家のグループ「芸術の真実の振興のための協会（Association for the Advancement of Truth in Art）」に貢献した。この協会は機関誌「The New Path」を刊行した。1865年の夏はマサチューセッツ州のノーサンプトンで過ごしホリヨーク山などの丘陵の風景を描いた。1861年から始まった南北戦争では北軍に参加した。
1869年にイギリスに帰国した。帰国後も画家として活動し、ニューヨークのナショナル・アカデミー・オブ・デザインの展覧会やロンドンのロイヤル・アカデミー・オブ・アーツの展覧会に出展した。
1891年にロンドンで亡くなった。

## 作品

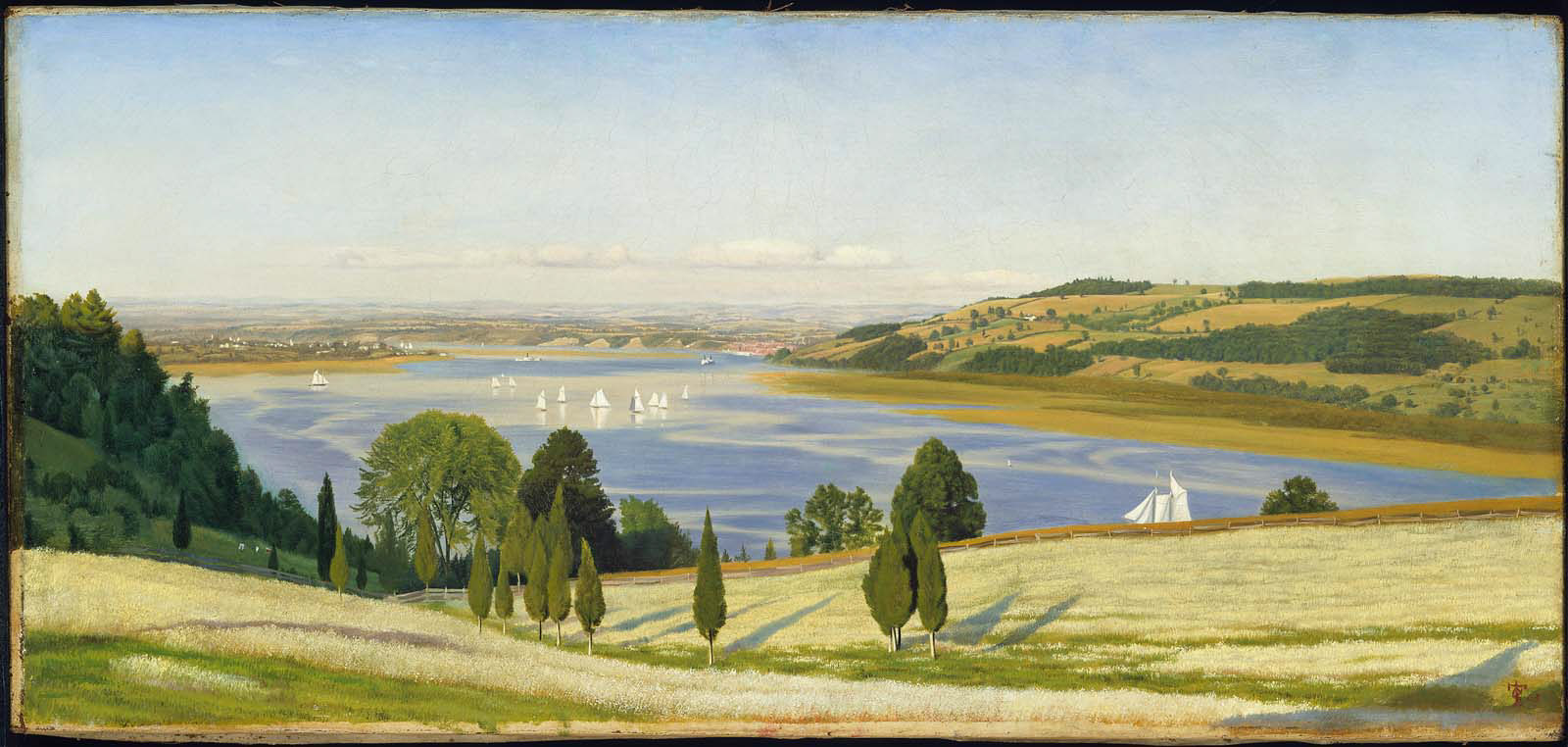
トーマス・コールの農場のソバ畑 (1863) ボストン美術館
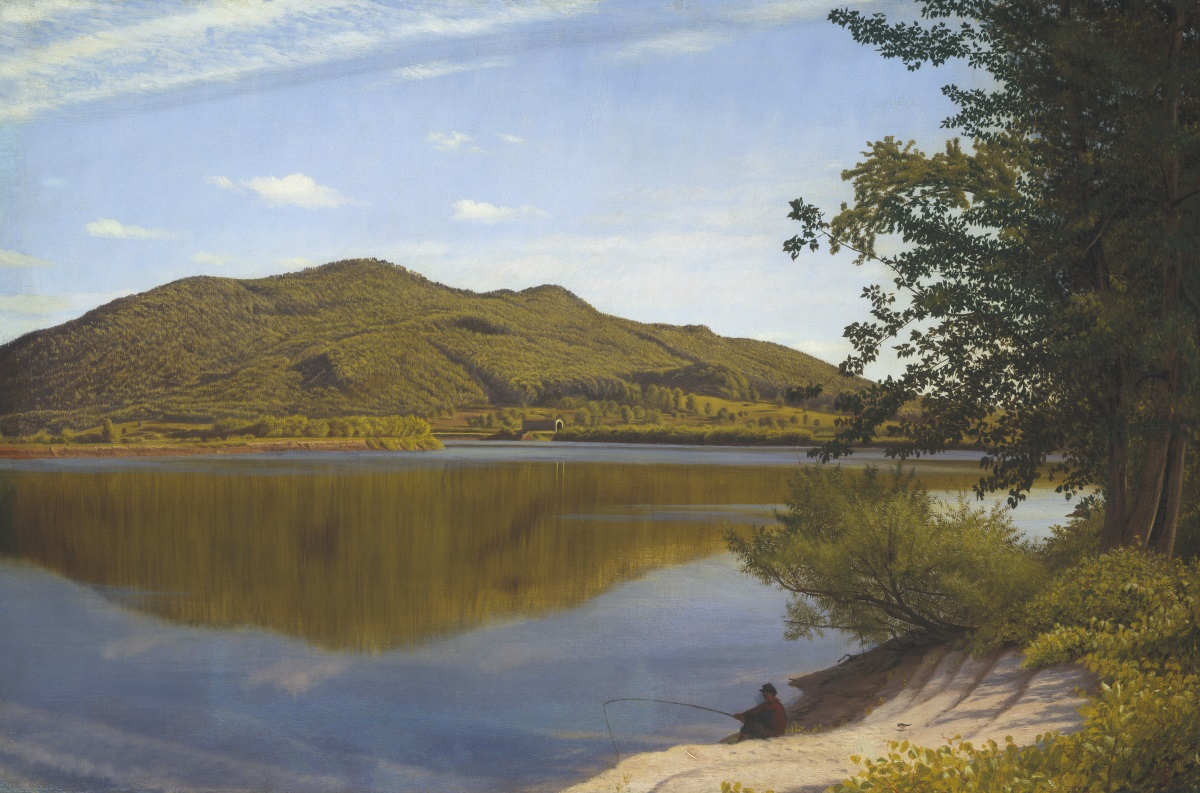
マサチューセッツ州のトム山(1865) ナショナル・ギャラリー (ワシントン)
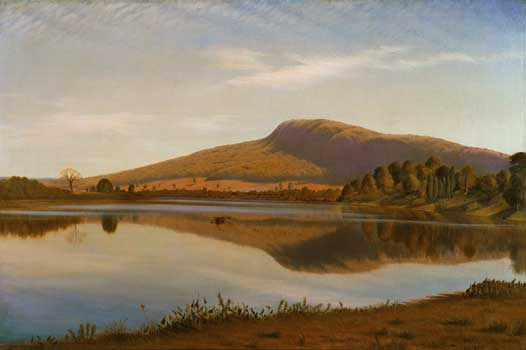
ホリヨーク山(1865)